# بيدرو ميغيل سوزا فريتاس
بيدرو ميغيل سوزا فريتاس (31 أكتوبر 1986 في البرتغال - ) هو لاعب كرة قدم برتغالي في مركز حراسة المرمى. لعب مع AD Fafe ‏.

## وصلات خارجية
- بيدرو ميغيل سوزا فريتاس على موقع قاعدة بيانات كرة القدم.إي يو (الإنجليزية)
- بيدرو ميغيل سوزا فريتاس على موقع Soccerway.com (الإنجليزية)